# A Hold sötét oldala

A Hold fázisai és librációja a Földről nézve

A Hold világos és árnyékos oldala. Ebből a nézőpontból jól látható, hogy ezek folyamatosan változnak a Hold keringése során, és nem csak a Földről látható oldalon.

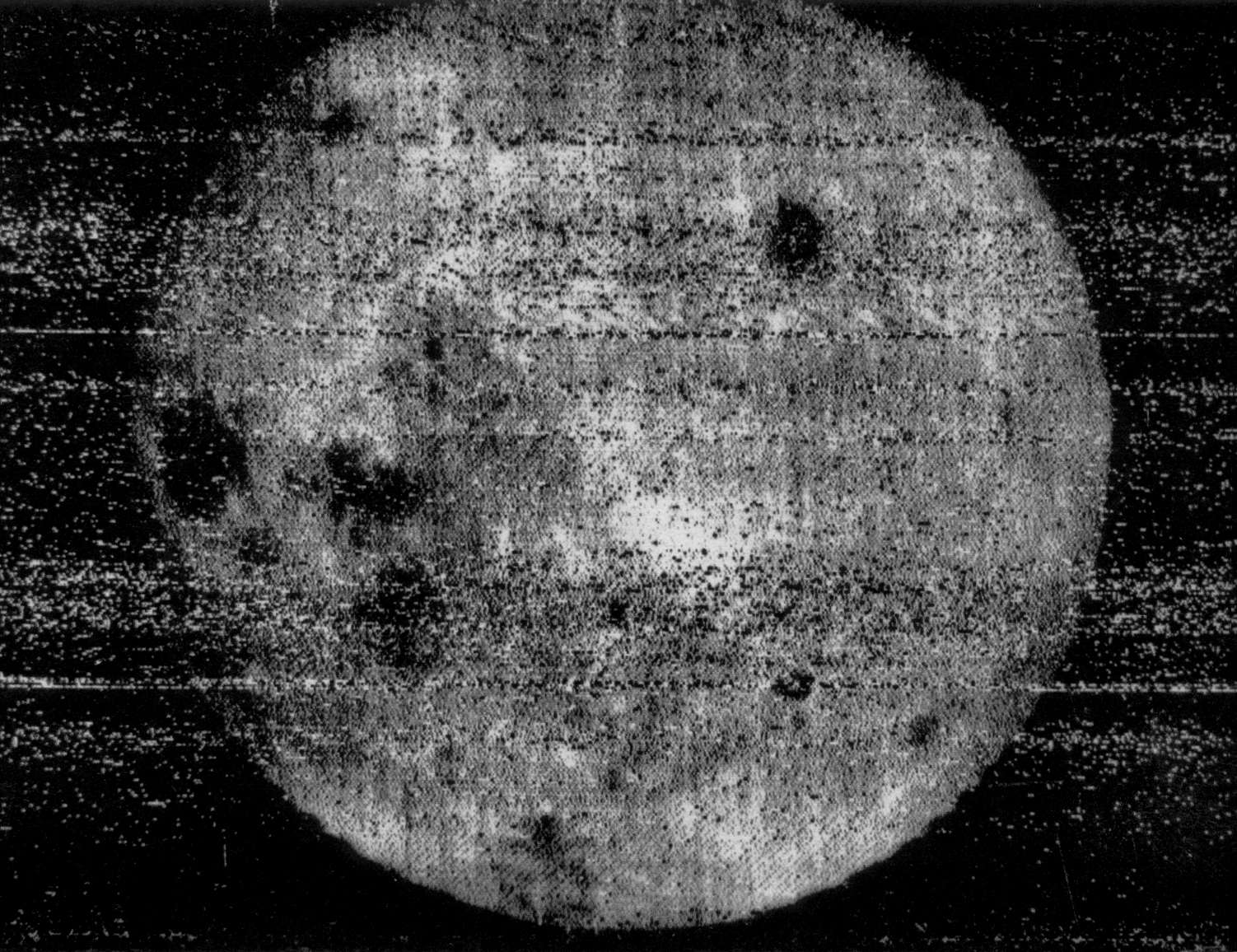
A Luna–3 felvétele a Hold túlsó oldaláról

A Hold sötét oldala kifejezés a Hold éppen Nap által meg nem világított, árnyékos, árnyékba borult oldalát jelenti.
Azonban a közbeszédben gyakran – hibás szóhasználattal – a Hold Földről sosem látható túloldalát, túlsó oldalát értik alatta. Bonyolítja a kérdést, hogy erre korábban használták (és szórványosan ma is használják) a Hold ismeretlen oldala kifejezést is, holott 1959. október 7-én a szovjet Luna–3 fényképet készített a Hold addig valóban ismeretlen túlsó oldaláról, amit sikeresen továbbított a Földre. Azóta pedig már részletgazdag fotók és részletes térképek is rendelkezésre állnak róla.
Más nyelvekben használt közeli illetve távoli oldal kifejezések a magyar nyelvben nem honosodtak meg.

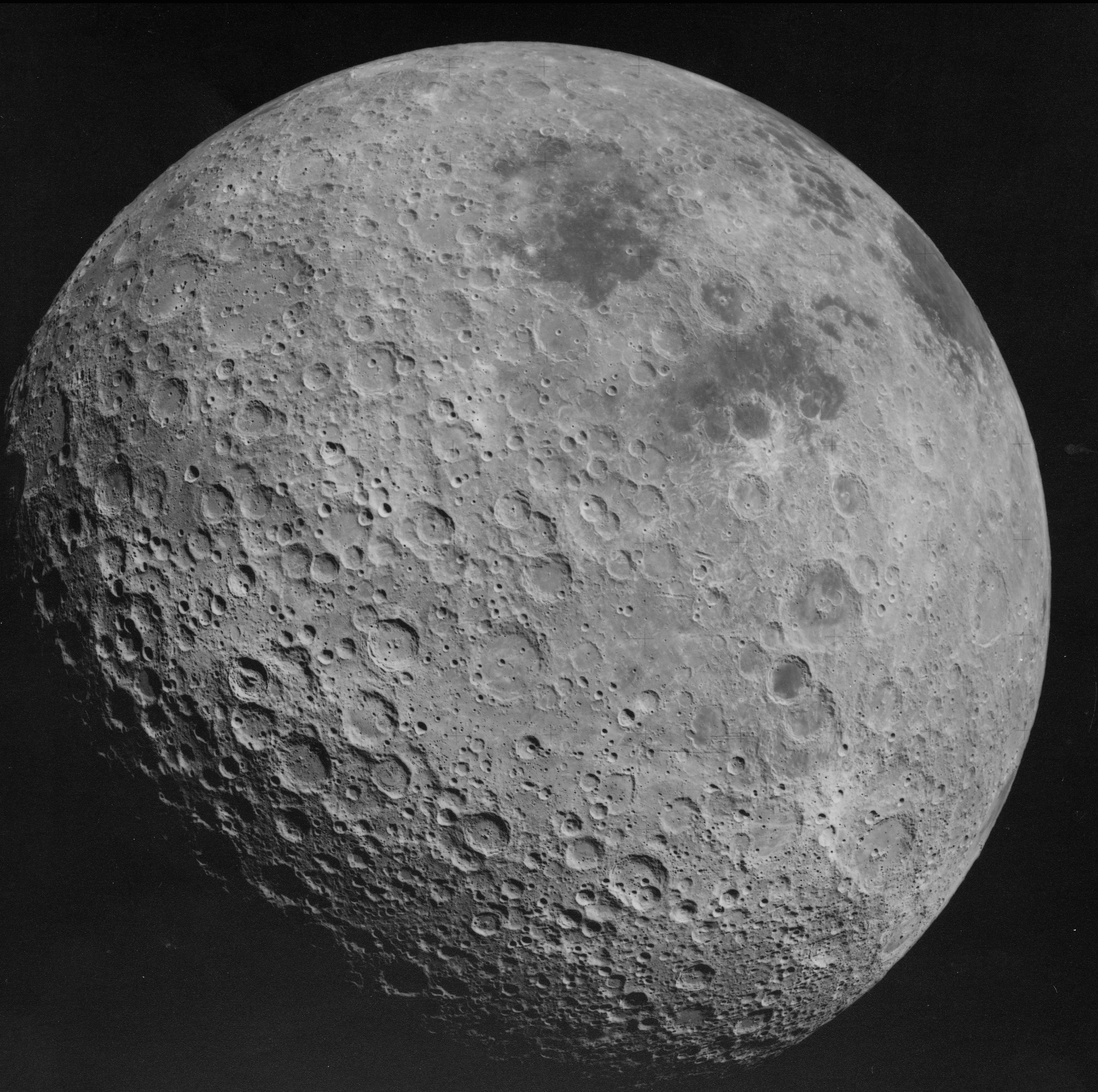
A Hold túlsó oldala az Apollo–16 fotóján (1972)

Ennek a pontatlanságnak, kétértelműségének a beidegződésen és a csillagászati ismeretek hiányosságain, vagy inkább alkalmi átgondolatlanságán túl magyarázata lehet, hogy a „sötét” kifejezés a magyar nyelvben, de más nyelvekben is az ismeretlen szinonimája (pl. a „sötét ló” – eredetileg a lóversenyen induló, ismeretlen képességű, teljesítményű versenyló. Innen átvitt értelemben általánosítva: „ismeretlen tényező”). Továbbá hogy a Hold valójában szokatlan un. kötött pályán végzi keringését, amelynek során mindig ugyanaz a fele látszik a Földről nézve. Illetve hogy teliholdnál illetve általában a Hold megvilágított részén nem látható optikai jele a görbületnek: szabadszemmel a világos felület a szabálytalan sötétebb foltokkal együtt is síknak tűnik („Holdkorong”).
Zavaró lehet továbbá az is, hogy holdtölte időszakában a két kifejezés időlegesen tény szerint fedi egymást, ennek ellenére a  keverésük ekkor is fogalmi pontatlanságnak, hibás szóhasználatnak tekinthető.
Sok esetben viszont a szövegkörnyezetből sem derül ki egyértelműen, legfeljebb valószínűsíthető, mire gondol az író, elbeszélő.
A kifejezés körüli zavar úgy tűnik, nem csak a magyar nyelvben hanem más nyelvterületeken is létezik. Pl. a  Pink Floyd 1973-ban megjelent The Dark Side of the Moon című albuma (munkacíme Eclipse: A Piece for Assorted Lunatics volt.) benne a Eclipse című számban is inkább a Hold túlsó oldalát mint árnyékban lévő oldalát jelentené. Illetve keveredik a holdfogyatkozás és napfogyatkozás kérdésével is.
A dal legvégén prózában elhangzó „There is no dark side in the moon really / Matter of fact it's all dark” az Abbey Road Studios portása, Gerry O'Driscoll megjegyzése volt az új album címével kapcsolatban („A Holdnak nincs is sötét oldala… ott mindenhol sötét van”).

## Története
Érdekes módon úgy tűnik, az ókorban még általános volt az az elképzelés, hogy a Hold földről nem látható oldala állandóan sötétségben van, és a különféle holdfázisok csak a Föld felőli oldalán láthatók. Illetve hogy az egyes holdfázisoknál látható alakzatok a Hold önállóan kibocsájtott fénye. Tehát nem voltak a tudatában, hogy az égen egy gömb alakú égitest látható, amelyet a Nap világít meg különböző szögekből, és ez látható holdfázisokként. Legalábbis ez olvasható ki abból, hogy ennek a felismerését Démokritoszhoz kötik. Valamivel több mint egy évszázaddal korábban Anaximandrosz még egészen fantasztikus ötlettel állt elő a csillagok és más égitestekkel kapcsolatosan, mely szerint ezek különböző átmérőjű és különböző periódussal záródó, felnyíló csövek az ég boltozatán, amelyeken keresztül az égi tűz látszik. Eszerint a Hold, az egy holdhónap alatt nyíló-záródó cső a leggyorsabb ezek közül.

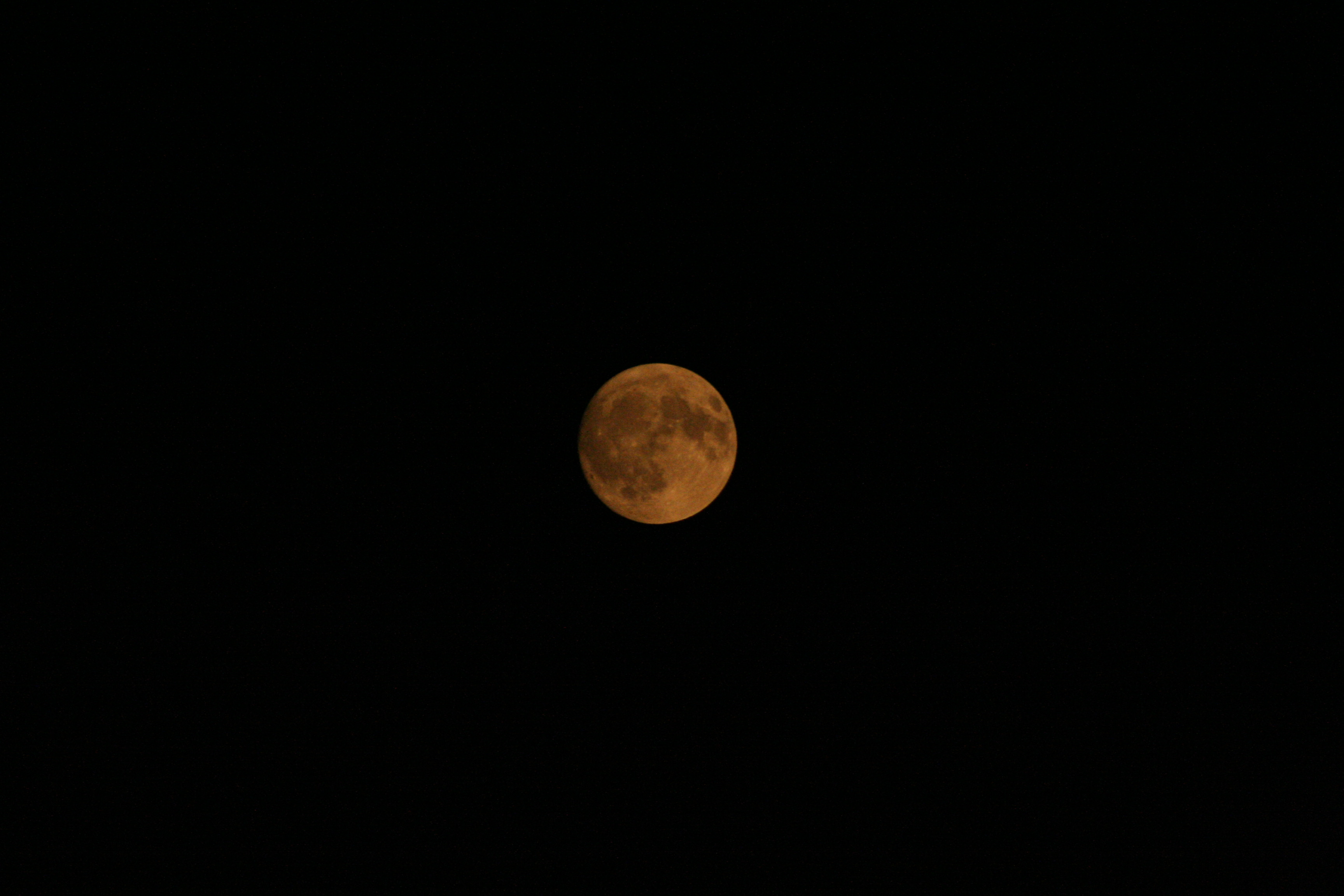
Teljes holdfogyatkozás. Az un. vörös Hold.

A Halálos hírszerzés (angol dokumentumfilm sorozat, 2018) 5. Jack Parsons amerikai rakétatudósról szóló rész szerint a róla elnevezett kráter találóan a Hold sötét oldalán található. Ezzel arra utalnak, hogy Jack Parsons okkultista, sőt sátánista volt, és hogy a róla elnevezett kráter állandóan sötétben lenne. Vagyis még ismeretterjesztő műsorokban is megjelenik az a korábbi téves, átgondolatlanságra visszavezethető nézet, miszerint a Hold túlsó oldala állandóan sötétségben van, és a különféle holdfázisok csak a Föld felől látható oldalán láthatók.
Szofja Kovalevszkaja a híres matematikus életét feldolgozó Berget på månens baksida  (~Hegy a Hold túlsó oldalán) című 1983-as svéd filmdráma angol nyelvű nemzetközi címe A Hill on the Dark Side of the Moon.
A Transformers 3. című amerikai sci-fiben teljes a zűrzavar legalábbis a magyar szinkron szerint.
Az Iron Sky: Támad a Hold (Iron Sky) című 2012-es ausztrál–német–finn sci-fiben a Hold túlsó oldal helyett szintén a Hold árnyékos oldaláról beszélnek.
Megjegyzendő, hogy Holdfogyatkozás idején sem borul mindig teljesen sötétbe a Holdfelszín egésze, mert a Föld felőli rész kap némi megvilágítást a Föld légkörén megtört napfény által. Emiatt a Hold ekkor halványabb vöröses fényűnek látszik.
Ezzel ellentétben újholdkor, napfogyatkozásnál viszont a Hold mindig is ismert oldala borul teljes sötétségbe. Ekkor ezt a felületet csupán a Földről visszavert csekély fény világítja meg minimális mértékben.

## Holdsarló - félhold

A Vörös Félhold zászlaja

Érdekes és régi Holddal kapcsolatos további pontatlanság a félhold és holdsarló keverése. (Félhold helyesen csak a fogyó vagy növekvő, félkör alakot felvevő holdfázisa.) Ráadásul ez a pontatlanság hivatalos elnevezésekben is megjelenik: Vörös Félhold (a Nemzetközi Vöröskereszt iszlám országokban működő tagszervezetei).
Megjegyzendő, hogy a félhold vonalán túlnyúló csúcsok téves ábrázolások. Ez a Vénusz esetében a légkör meglétének első bizonyítéka volt.

## Földfelkelte

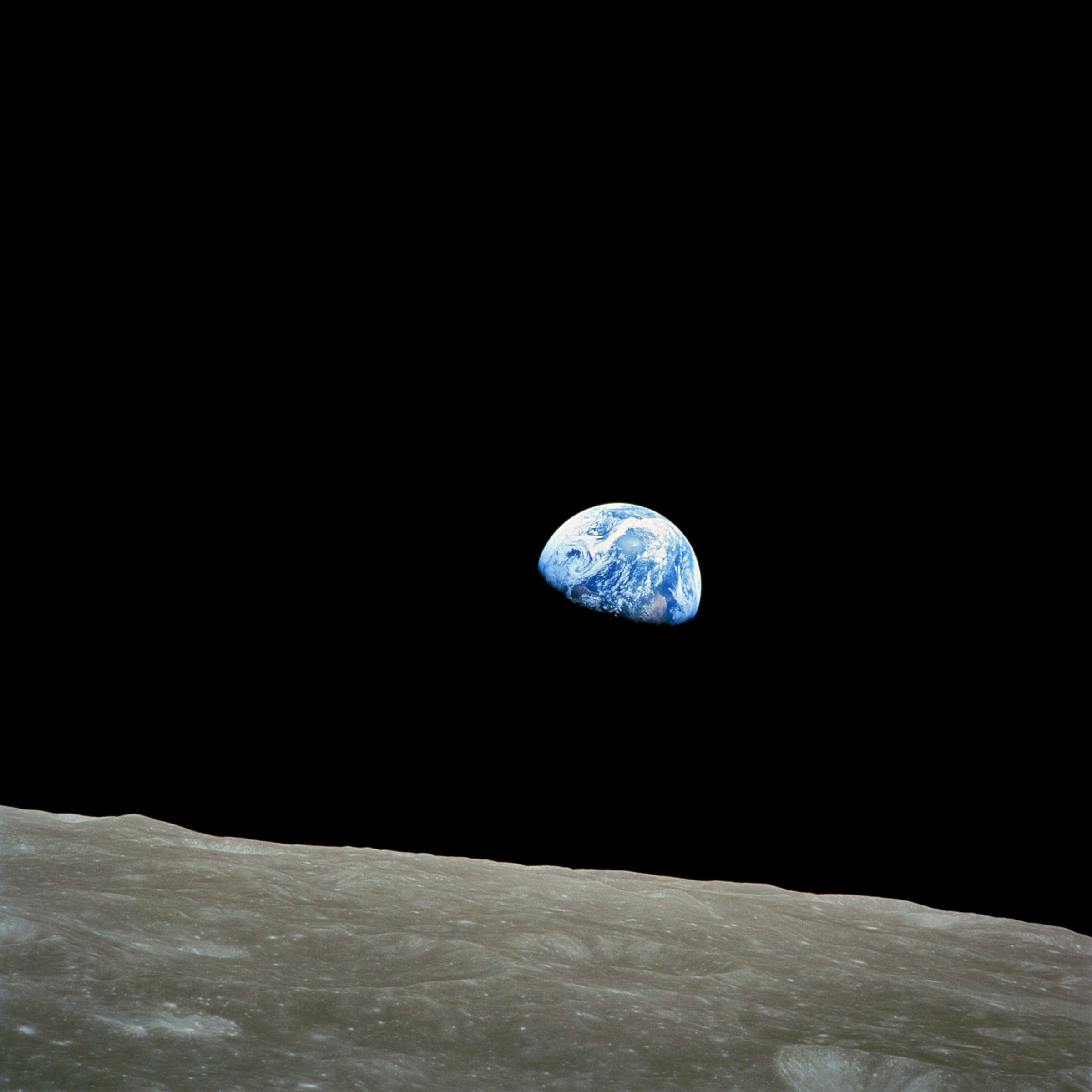
„Földfelkelte”. Az Apollo-8 felvétele 1968. december 24-én.

A Hold kötött pályájának egyik érdekes következménye, hogy a Hold felszínéről nézve Föld az égboltnak mindig ugyanazon a pontján látszik, és csak a fázisai változnak az idő múlásával ciklikusan. Ha valaki a Holdnak azon a pontján állna, amely a Földről nézve a „holdkorong” középpontja, ott a Föld az égbolt zenitjén látszik. Valahol a „holdkorong” szélén állva viszont a Föld félig a látóhatár felett kiemelkedve látszana.
Földfelkelte tehát csak a Hold körül keringő űrhajón, a túlsó oldal felől érkezve figyelhető meg. (A Hold felszínén egyelőre nem képzelhető el ilyen gyors és hosszú utazás.)

## Művészetek
- Pink Floyd: The Dark Side of the Moon című 1973-as albuma
- A hold sötét oldala (The Dark Side of the Moon, amerikai sci-fi horrorfilm, 1990, rendezte: D. J. Webster)
- Kagyerják Attila Tamás A Hold sötét oldala című festménye
- A hold sötét oldala (Die dunkle Seite des Mondes, The Dark Side of the Moon, német-luxembourgi-angol thriller, 2015, rendezte: Stephan Rick)
- ~A hold sötét oldala (The Dark Side of the Moon, brit akció horror videojáték, 2020, rendezte: Darren Hall)